# Jo Swinson
Joanne Kate Swinson CBE (Glasgow, 5 de fevereiro de 1980) é uma política britânica que serviu como líder do Partido Liberal-Democrata de julho a dezembro de 2019. Ela foi a primeira mulher e a pessoa mais jovem a ocupar o cargo. Ela foi membro (MP) do Parlamento do Reino Unido, representando East Dunbartonshire, de 2005 a 2015 e novamente de 2017 a 2019.
Swinson estudou na London School of Economics e trabalhou brevemente em relações públicas, antes de ser eleita para a Câmara dos Comuns, tornando-se a parlamentar mais jovem da época. Ela atuou como porta-voz do Partido Democrata Liberal, cobrindo vários portfólios, incluindo Escócia, Mulheres e Igualdades, Comunidades e Governo Local e Assuntos Externos e da Commonwealth.
Em 2010, depois que os Democratas Liberais entraram em um governo de coalizão com o Partido Conservador, Swinson atuou como Secretário Privado Parlamentar do Vice Primeiro Ministro Nick Clegg, e mais tarde foi nomeado Subsecretário de Estado Parlamentar para Relações Laborais e Assuntos Postais.
Ela perdeu seu assento na eleição de 2015, mas o recuperou na eleição realizada dois anos depois. Logo após retornar ao Parlamento, ela foi eleita sem oposição como vice-líder dos Democratas Liberais.[carece de fontes?]
Em julho de 2019, após a aposentadoria de Sir Vince Cable, Swinson derrotou Sir Ed Davey em uma eleição de liderança para se tornar Líder dos Democratas Liberais.
Em dezembro de 2019, após resultados insatisfatórias nas Eleições gerais no Reino Unido em 2019‎, Jo Swinson anunciou sua renúncia da liderança dos Liberais Democratas. Ela também não conseguiu se reeleger em seu próprio distrito.
É casada com o também ex-parlamentar Duncan Hames, com quem tem dois filhos.